# Andreas Klöden
Andreas Klöden (Mittweida, Alemania, 22 de junio de 1975) es un ciclista alemán.
Entre sus principales logros como ciclista se encuentran dos podios en el Tour de Francia (2.º puesto en las ediciones de 2004 y 2006), además de ganar otras pruebas de prestigio como el Tour de Romandía, la París-Niza, la Vuelta al País Vasco y la Tirreno-Adriático, entre otras. Su último equipo fue el RadioShack Leopard.

## Trayectoria
Comenzó su carrera profesional en 1998 formando parte del equipo Telekom (a partir de 2004 se llamaría T-Mobile Team), equipo que abandonó a finales del año 2006. 
Poco conocido por el gran público a pesar de su gran temporada en el año 2000 donde ganó, entre otras cosas, la prestigiosa París-Niza, se dio a conocer al gran público en el Tour de Francia 2004 terminando 2.º en la clasificación general por detrás de Lance Armstrong, y por delante de su jefe de filas Jan Ullrich, que finalizó 4.º. En seguida sería conocido como el nuevo Ullrich, con el que Klöden mantiene una gran amistad, debido a que ambos son alemanes y corredores de similares características.

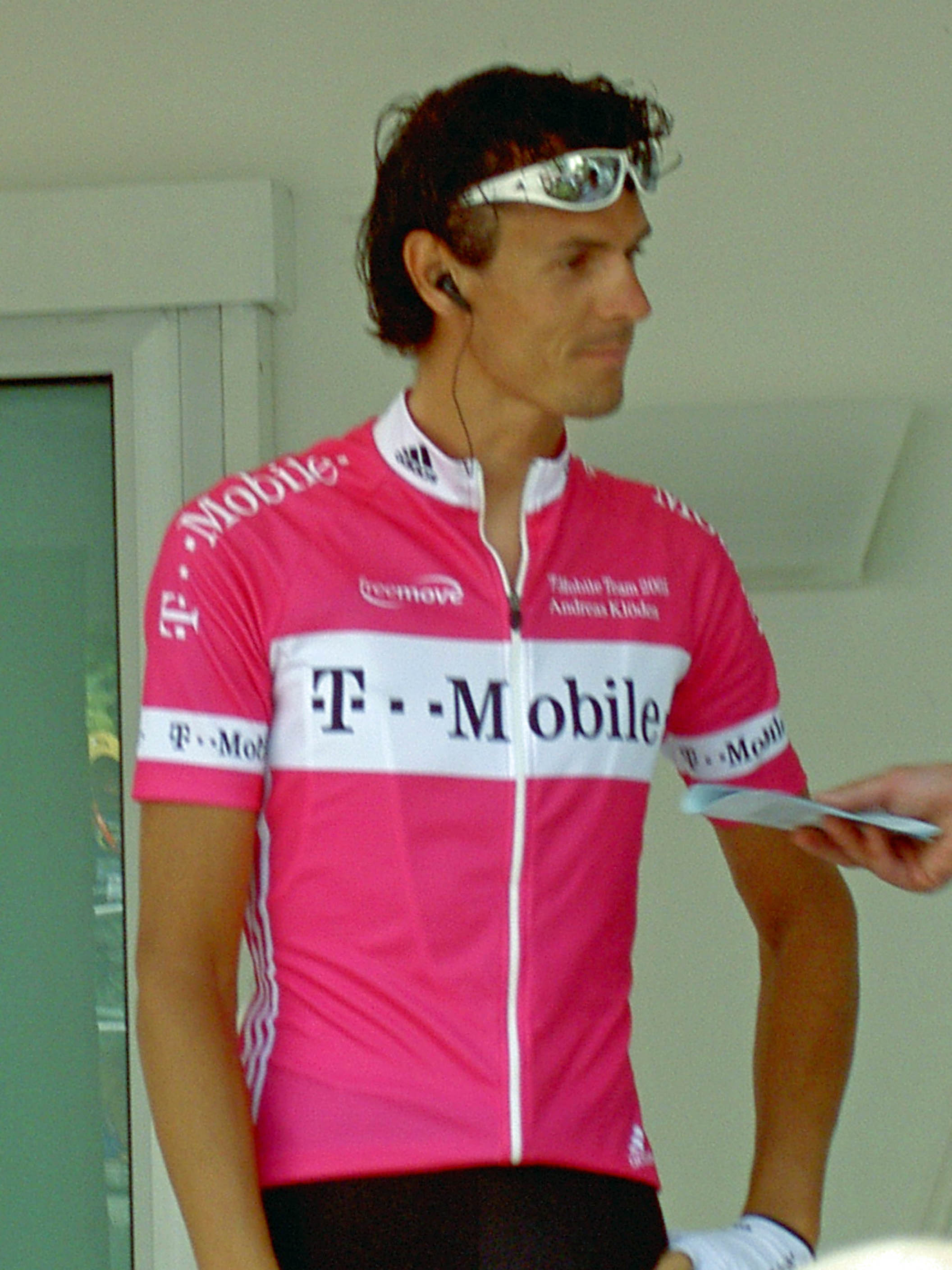
Klöden con el T-Mobile en 2005.

En 2005 no hizo una buena temporada. Llegó al Tour de Francia sin apenas haber competido y se vio obligado a abandonar al romperse la muñeca en una caída. En la octava etapa de esta competición protagonizó un agónico sprint con Pieter Weening quedando segundo a pocos milímetros del neerlandés. 
La temporada siguiente se presentó al Tour como uno de los favoritos después de la Operación Puerto y logró una meritoria 3.ª posición por detrás de Floyd Landis y Óscar Pereiro, aunque posteriormente se le otorgó la 2.ª posición al confirmarse la descalificación de Landis tras dar positivo en un control durante la ronda gala.
El alemán fichó en 2007 por el equipo Astana. En el Tour de Francia se ve obligado a abandonar la carrera junto al resto del equipo cuando iba 5.º en la clasificación general, por decisión de su equipo, debido al positivo de su líder, el kazajo Alexander Vinokourov. A raíz de esto declaró que se planteó dejar el ciclismo.

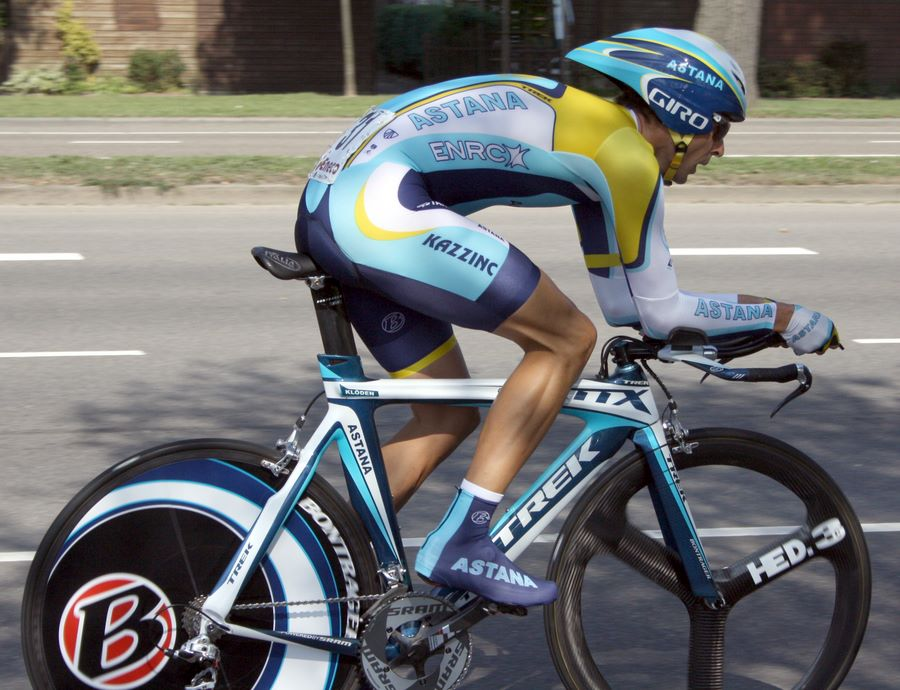
Klöden, durante una contrarreloj del Eneco Tour 2009 con Astaná.

En 2009, en el marco del Caso Friburgo, fue acusado de dopaje. En concreto, la comisión independiente encargada de investigar el caso concluyó en su informe que, durante el Tour de Francia 2006, en concreto, tras la primera etapa, Klöden viajó junto a sus compañeros de equipo Matthias Kessler y Patrik Sinkewitz en un coche (conducido por la novia de este último), a la Clínica Universitaria de Friburgo. Allí, a su llegada a las seis de la tarde, fueron recibidos por el doctor Schmid, quien les condujo a un cuarto oscuro donde permanecieron 45 minutos recibiendo autotransfusiones sanguíneas, para volver después a la ronda gala. Klöden finalizó 2.º en la general de aquel Tour, subiendo al podio final de los Campos Elíseos de París. El 31 de octubre de 2009 se conoció que Klöden había llegado a un acuerdo con la Fiscalía de Bonn, según el cual pagaría una multa de 25 000 euros a cambio de que se pararan las investigaciones existentes contra él por un posible fraude deportivo. Según la legislación alemana dicho acuerdo no suponía una admisión de culpa por parte de Klöden.
En el Tour de Francia 2009 acabó 6.º (5.º tras la sanción a Lance Armstrong) y ayudó a su equipo a ganar la CRE y el triunfo final por equipos. Al finalizar el año, anunció que correría la temporada 2010 en el Team RadioShack junto a sus excompañeros en Astaná Lance Armstrong y Levi Leipheimer, entre otros.
Su primera temporada en el equipo americano fue muy discreta. No logró ninguna victoria, y en el Tour de Francia acabó 14.º en la clasificación general (que pasaría a ser 13.º, debido a la posterior descalificación del vencedor, Alberto Contador), aunque su escuadra ganó el premio al mejor equipo al final de la ronda gala.
No obstante, a comienzos de la temporada 2011, Klöden se hizo con una victoria de etapa y el 2.º puesto en la clasificación general final de la prestigiosa París-Niza, siendo superado únicamente por su compatriota Tony Martin. Desde el comienzo de su andadura en el Team RadioShack, fue la primera vez que subió al podio. Y en abril, se hizo con la victoria en la general de la Vuelta al País Vasco, prueba que también ganó en el año 2000, además de la etapa CRI del Giro del Trentino.
En las primeras etapas del Tour de Francia, se colocó entre los mejores de la clasificación general, pero una caída en la primera etapa de montaña, le hizo perder alrededor de 8 minutos con respecto a los demás favoritos y provocó su abandono en la jornada siguiente.
También tomó la salida en la Vuelta a España, aunque, igualmente, acabaría abandonando.

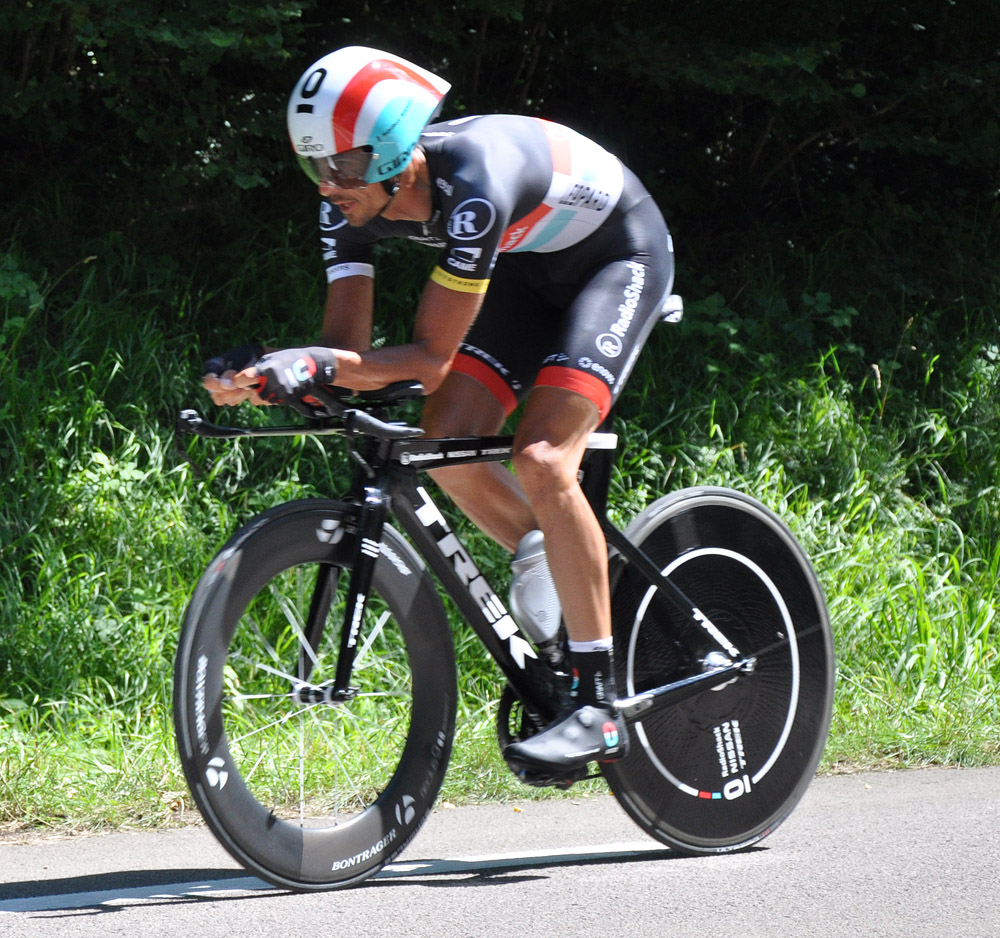
Klöden en una contrarreloj del Tour de Francia 2012 con RadioShack.

La temporada siguiente, la 2012, la comenzó muy discretamente, sin ningún triunfo importante. Formó parte de los 9 integrantes de su equipo, el RadioShack-Nissan, para el Tour de Francia, y consiguió el 11.º puesto en la clasificación general final. Nuevamente, su equipo ganó el premio al mejor equipo al final del Tour, siendo para Klöden el cuarto triunfo en esta clasificación secundaria.
En 2013, ya con 38 años, no logró ninguna victoria y en el Tour de Francia finalizó 30.º en la clasificación general, una posición que supuso su peor clasificación en el Tour.
El 24 de octubre de 2013 anunció su retirada del ciclismo tras dieciséis temporadas como profesional y con 38 años de edad.

## Palmarés
| 1998 - 1 etapa del Tour de Normandía - Vuelta a la Baja Sajonia, más 1 etapa 1999 - 1 etapa de la Vuelta al Algarve 2000 - París-Niza, más 1 etapa - Vuelta al País Vasco, más 1 etapa - 1 etapa de la Carrera de la Paz - 3.º en los Juegos Olímpicos en Ruta 2004 - Campeonato de Alemania en Ruta - 2.º en el Tour de Francia 2005 - 1 etapa de la Vuelta a Baviera 2006 - Regio-Tour, más 1 etapa - 2.º en el Tour de Francia | 2007 - Tirreno-Adriático - Circuito de la Sarthe, más 1 etapa 2008 - Tour de Romandía, más 1 etapa - 3.º en el UCI ProTour 2009 - 1 etapa de la Tirreno-Adriático - 1 etapa del Giro del Trentino 2011 - 1 etapa de la París-Niza - 1 etapa del Critérium Internacional - Vuelta al País Vasco - 1 etapa del Giro del Trentino |

## Resultados en grandes vueltas y Campeonatos del Mundo
| Carrera              | Carrera              | 1998 | 1999 | 2000 | 2001 | 2002 | 2003 | 2004 | 2005 | 2006 | 2007 | 2008 | 2009 | 2010 | 2011 | 2012 | 2013 |
| -------------------- | -------------------- | ---- | ---- | ---- | ---- | ---- | ---- | ---- | ---- | ---- | ---- | ---- | ---- | ---- | ---- | ---- | ---- |
|                      | Giro de Italia       | —    | —    | —    | —    | —    | —    | —    | —    | —    | —    | Ab.  | —    | —    | —    | —    | —    |
|                      | Tour de Francia      | —    | —    | —    | 26.º | —    | Ab.  | 2.º  | Ab.  | 2.º  | Ab.  | —    | 5.º  | 13.º | Ab.  | 11.º | 30.º |
|                      | Vuelta a España      | Ab.  | 62.º | Ab.  | —    | Ab.  | —    | —    | —    | —    | —    | 20.º | —    | —    | Ab.  | —    | —    |
| Mundial en Ruta      | Mundial en Ruta      | —    | Ab.  | —    | —    | —    | —    | —    | —    | —    | —    | —    | —    | —    | —    | —    | —    |
| Mundial Contrarreloj | Mundial Contrarreloj | —    | —    | —    | —    | —    | —    | —    | —    | 27.º | —    | —    | —    | —    | —    | —    | —    |

—: no participa

Ab.: abandono

## Equipos
- Telekom/T-Mobile Team (1998[4] -2006)
  - Team Deutsche Telekom (1998[4]-2001)
  - Team Telekom (2002-2003)
  - T-Mobile Team (2004-2006)
- Astana (2007-2009)
- Team RadioShack (2010-2011)
- Radioshack (2012-2013)
  - RadioShack-Nissan (2012)
  - RadioShack Leopard (2013)